# Secció d'atletisme del RCD Espanyol
La Secció d'atletisme del RCD Espanyol fou la branca del club dedicada a la pràctica de l'atletisme.

## Història

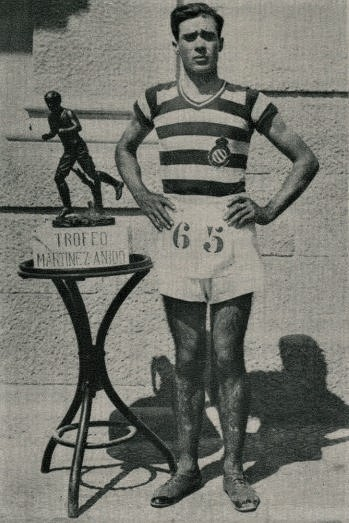
Miquel Moreno al 1929

La secció d'atletisme del RCD Espanyol es va fundar l'any 1918 i des dels seus inicis ha estat la secció del club que més títols i èxits ha donat a l'entitat, essent un referent per a l'atletisme català.
Als anys 20 destacaren a l'entitat atletes com Manuel Cutié, Diodor Pons, Joaquim Miquel, Pere Arbulí, Salvador Tapias i Miquel Moreno. En la prova de marxa atlètica l'entitat fou pionera amb homes com Lluís Meléndez i Albert Charlot, vencedors dels primers campionats d'Espanya de marxa a les distàncies de 5 i 50 quilòmetres respectivament.
Als anys 30 trobem atletes com Ángel Mur i José Reliegos. Els anys 40 i 50 són dels de més èxit de l'entitat, destacant a les proves de fons. Atletes com Gregorio Rojo i Constantino Miranda van participar en els Jocs Olímpics d'Estiu de 1948 i guanyaren moltes ocasions els campionats d'Espanya individuals de fons i de cross. Aquests anys també destacaren Maria Victor o Ricardo Yebra.
A partir del 1950 destacà un atleta per damunt de tots, Tomàs Barris, qui va arribar a guanyar 16 títols de campió d'Espanya de diverses distàncies de mig fons i fons i obtingué 34 records d'Espanya, esdevenint el primer atleta professional del país en marxar a entrenar a Finlàndia a les ordres del tècnic Olli Virho. Miguel Navarro va guanyar cinc títols de campió d'Espanya de marató i va mantenir el rècord d'Espanya de Marató durant 8 anys des del 27 d'abril de 1958 fins al 5 de juliol de 1966 rebaixant-lo en aquell període en quatre ocasions.
Entre els finals dels 50 i els 60 trobem a Josep Coll, Antonio Amorós, Josep Molins i Francisco Aritmendi, els darrers grans campions de la secció. La secció entrà en crisi a causa de l'alt cost de manteniment i a la consegüent pèrdua de llicències i el 1972 el president Manuel Méler opta per suprimir-la.
Cal destacar, que durant els anys 50, la tradicional rivalitat futbolística entre Barça i Espanyol es traslladà al món de l'atletisme, tant a les pistes, com al cros, però sobretot al carrer, amb cèlebres duels entre ambdós clubs a la prestigiosa cursa Jean Bouin. L'inici del professionalisme a l'esport provocà que els principals atletes canviessin sovint de samarreta atrets per les ofertes de feina dels dirigents barcelonistes i espanyolistes.
L'any 2006 hi va haver un moviment intern d'una part del socis que han creat una plataforma anomenada Pro-seccions que vol que el RCD Espanyol torni a recuperar les seccions més emblematiques que ha tingut a la seva història. Dintre d'aquest moviment s'ha fet un club d'atletisme anomenat Associació Esportiva Blanc i Blau Pro-Seccions que vol fer veure que l'atletisme és una secció que pot tenir un baix cost, que pot tornar a guanyar títols i ha de tenir un lloc al club.
L'any 2009 es desvinculen de les plataforma Pro-seccions perquè creuen que perjudica la seva relació amb el club.

## Palmarès

### Individuals
Llista dels atletes campions de Catalunya del club
| 100 m llisos masculins - 1946 Emili Vidri 11"9 - 1948 Francesc Sánchez Madriguera 11"1 - 1963 Francesc Font 10"9 200 m llisos femenins - 1947 Maria Víctor 31"5 400 m llisos - 1925 Màxim García 55" - 1928 Joaquim Miquel 52"8 - 1948 Joan Victor 52"4 800 m llisos - 1926 Joaquim Miquel 2’06" 0 - 1928 Joaquim Miquel 2’07"8 - 1930 Manuel Vives 1’59"8 - 1948 Manuel Macías 1’58" 9 - 1949 Manuel Macías 1’57"1 - 1950 Manuel Macías 1’58"5 - 1951 Tomàs Barris 1’57"2 - 1952 Tomàs Barris 1’58"0 - 1955 Tomàs Barris 1’53"8 - 1956 Tomàs Barris 1’53"8 - 1958 Tomàs Barris 1,51"7 1.500 m llisos - 1941 Josep Fonseré 4’08"0 - 1942 Gregorio Rojo 4’10" 6 - 1943 Gregorio Rojo 4’11" 4 - 1945 Gregorio Rojo 4’12" 2 - 1951 Ricardo Yebra 4’ 05"0 - 1952 Tomàs Barris 4’09"4 - 1954 Tomàs Barris 4’03"2 - 1955 Tomàs Barris 3’54"2 - 1956 Tomàs Barris 3’53"6 - 1970 José A. Martínez Bayo 3’53"2 5.000 m llisos - 1920 Diodor Pons 17’20" 0 - 1926 Salvador Tapias 15’42"2 - 1930 Martí Serra 16’ 31" 0 - 1932 Antoni Gràcia 16’21"4 - 1943 Gregorio Rojo 16’25"4 - 1944 Gregorio Rojo 15’42"8 - 1945 Gregorio Rojo 15’49"8 - 1947 Constantino Miranda 15’10"0 - 1950 Ricardo Yebra 15’34"0 - 1951 Josep Coll Pelfort 14’53"4 - 1952 Ricardo Yebra 15’25"2 - 1953 Ricardo Yebra 15’35" 8 - 1955 Antonio Amorós 14’48"8 - 1956 Antonio Amorós 14’48"2 - 1965 Jesús Fernández 14’47"2 10.000 m llisos - 1925 Pere Arbulí 34’02"2 - 1930 Martí Serra 34’23"0 - 1944 Francesc Camí 33’51"4 - 1945 Constantino Miranda 33’37"0 - 1947 Ricardo Yebra 33’06"2 - 1948 Constantino Miranda 31’51"6 - 1950 Josep Coll Pelfort 31’03"8 - 1952 Josep Coll Pelfort 31’34"0 - 1953 Josep Coll Pelfort 31’59"6 - 1956 Antonio Amorós 30’55"2 - 1957 Antonio Amorós 30’41"4 - 1961 Miguel Vidal 31’58"8 110 m tanques - 1948 Josep Jordi Parellada 16"6 - 1949 Josep Jordi Parellada 16"3 400 m tanques - 1963 Josep Girbau 54"4 - 1968 Enrique Tristán 55"7 - 1969 Enrique Tristán 56"5 3.000 m obstacles - 1930 Vicente Folch 10’30"2 - 1931 Ángel Mur 10’15"2 - 1932 Ángel Mur 10’20"2 - 1940 Joan Aymerich 10’26"0 - 1944 Constantino Miranda 9’50"6 - 1945 Constantino Miranda 9’46"0 - 1947 Constantino Miranda 9’45"0 - 1948 Constantino Miranda 9’36"2 - 1950 Constantino Miranda 9’28"8 - 1955 José Quesada 10’10"2 - 1958 Miguel Vidal 9’46"6 - 1965 Jesús Fernández 9’26"4 - 1966 Jesús Fernández 9’28"2 | Gran fons - 1957 Miquel Navarro (30 km) 1h 49.43 - 1959 Miquel Navarro (30 km) 1h 50.41.6 - 1960 Miquel Navarro (27 km) 1h 30.27 - 1962 Miquel Navarro (30 km) 1h 45.55 - 1964 Miquel Navarro (30 km) 1h 43.30.6 Salt d'alçada - 1943 Samuel Franquet 1,75 m. - 1944 Samuel Franquet 1,73 m. - 1947 Josep Jordi Parellada 1,70 m. - 1948 Josep Jordi Parellada 1,72 m. - 1965 Francisco Núñez 1,78 m. - 1968 Joan Armengol 1,79 m. - 1969 Jesús López Mañoso 1,95 m. Salt amb perxa - 1944 Fernando Sagnier 3,25 m. - 1945 Joan Esteve 3,16 m Salt de llargada - 1928 Ramon Mongrell 6,04 m. Triple Salt - 1944 Josep Planas 13,13 m. - 1945 Josep Planas 13,02 m. - 1949 Josep Jordi Parellada 14,08 m. Llançament de pes - 1929 Willy Stoessel 11,26 m - 1943 Joan Ramon Gimeno Puig 11,88 m. - 1944 Joan Ramon Gimeno Puig 11,88 m. Llançament de disc - 1929 Willy Stoessel 36,62 m. - 1944 Bonaventura Pujol 34,40 m. - 1948 Ernest Pons 35,89 m. Llançament de javelot - 1946 José Cordoba 46,74 m. - 1949 José Cordoba 44,99 m. - 1968 Josep Maria Sanza 55,98 m. - 1970 Josep Maria Sanza 60,10 m. Llançament de martell - 1968 Antoni Fibla 58,46 m - 1969 Antoni Fibla 57,92 m. Marxa atlètica - 1918 Lluís Meléndez 15’51"1 (3 km) - 1920 Lluís Meléndez 26’07"6 (5 km) - 1922 Albert Charlot 50 km marxa (camp. d'Espanya) Cross individual masculí - 1922 Joaquim Miquel - 1925 Joaquim Miquel - 1928 Salvador Tapias - 1929 Miquel Moreno - 1930 José Reliegos - 1932 Ángel Mur - 1942 Gregorio Rojo - 1944 Gregorio Rojo - 1945 Constantino Miranda - 1946 Constantino Miranda - 1947 Constantino Miranda - 1948 Josep Coll Pelfort - 1950 Josep Coll Pelfort - 1955 Antonio Amorós - 1957 Antonio Amorós - 1958 Antonio Amorós - 1959 Tomàs Barris - 1965 Jesús Fernández - 1967 Francisco Aritmendi Cross individual femení - 1947 Maria Víctor - 1948 Maria Víctor - 1949 Maria Víctor |

### Equips
- Campionat d'Espanya de relleus 4 x 100 m llisos (2): 1948 (J.Parellada-V.Torres-A.Murga-F.Sánchez) 45"8, 1963 (J.López-R.Porta-V.Febrer-F.Font) 43"6
- Campionat d'Espanya de relleus 4 x 400 m llisos (1): 1925 (J.Baides- A.Solanes- J.Barberà-M.García)
- Campionat de Catalunya de cros per equips (24): 1920, 1922, 1924, 1925, 1926, 1929, 1932, 1942, 1945, 1946, 1948, 1949, 1950, 1951, 1952, 1953, 1954, 1955, 1956, 1957, 1958, 1959, 1965, 1967.[2]
- Campió per equips de la Cursa Jean Bouin: 1921, 1922, 1923, 1924, 1927, 1929, 1941, 1943, 1945, 1946, 1948, 1949, 1951, 1952, 1953, 1954, 1957, 1966.

### Jean Bouin
| Individual masculí - 1923 Miquel Palau - 1924 Joaquim Miquel - 1925 Joaquim Miquel - 1927 Joaquim Miquel - 1928 Salvador Tapias - 1929 Miguel Moreno - 1930 José Reliegos - 1941 Gregorio Rojo - 1943 Gregorio Rojo - 1944 Gregorio Rojo - 1945 Gregorio Rojo - 1947 Constantino Miranda - 1950 Josep Coll Pelfort - 1957 Antonio Amorós - 1957 (2) Antonio Amorós - 1966 Francisco Aritmendi | Individual femení - 1947 Maria Víctor - 1948 Maria Víctor - 1949 Maria Víctor - 1950 Maria Víctor - 1952 Maria Víctor |